# Кошиловский сельский совет
Кошиловский сельский совет (укр. Кошилівська сільська рада) — входит в состав
Залещицкого района
Тернопольской области
Украины.
Административный центр сельского совета находится в 
с. Кошиловцы.

## Населённые пункты совета
- с. Кошиловцы
- с. Поповцы